# Пухирева
Пухирева — деревня в Соликамском городском округе Пермского края России.

## История
До 2019 года входила в состав ныне упразднённого Касибского сельского поселения Соликамского района.

## География
Деревня находится в центральной части района, в районе южно-таёжных пихтово-еловых лесов, на правом берегу реки Вильвы, на расстоянии приблизительно 11 километров (по прямой) к северо-западу от города Соликамска, административного центра района. Абсолютная высота — 127 метров над уровнем моря.
Климат
Климат характеризуется как умеренно континентальный, с продолжительной холодной зимой и коротким тёплым летом. Средняя многолетняя температура самого холодного месяца (января) составляет −15,7°С (абсолютный минимум — −48,3 °С), температура самого тёплого (июля) — +17,4°С (абсолютный максимум — 37 °С). Продолжительность безморозного периода составляет 114 дней. Среднегодовое количество осадков — 634 мм.

## Население
| 2010 |
| ---- |
| 2    |

Половой состав
По данным Всероссийской переписи населения 2010 года в половой структуре населения мужчины составляли 50 %, женщины — соответственно также 50 %.
Национальный состав
Согласно результатам переписи 2002 года, в национальной структуре населения русские составляли 100 %.